# Hollywood (песня Jay-Z)
«Hollywood» — песня американского рэпера Jay-Z, которая была выпущена как четвёртый сингл из его девятого альбома Kingdom Come 23 января 2007 года. В записи приняла участие его супруга Бейонсе. Позже она записала сольную версию этой песни, но уже под названием «Welcome to Hollywood», которая вошла в deluxe-версию её альбома B’Day.

## Отзывы критиков
Спенс Д. (англ. «Spence D.») из IGN Music и Kelefa Sanneh из The New York Times, в своих ренцензиях, положительно отзывались о партии Бейонсе в песне.
В то же время Генри Адасо из About.com назвал «Hollywood» худшей песней во всём альбоме, а Майкл Эндельман из Entertainment Weekly отметил, что песня с таким R&B-припевом не подходит для хип-хоп-альбома.

## Список композиций
| №  | Название    | Версия           | Длительность |
| -- | ----------- | ---------------- | ------------ |
| 1. | «Hollywood» | Цензурная        | 4:17         |
| 2. | «Hollywood» | Альбомная        |              |
| 3. | «Hollywood» | Инструментальная |              |

## Позиции в чартах
| Чарт (2007)              | Высшая позиция |
| ------------------------ | -------------- |
| ARIA Singles Chart       | 98             |
| ARIA Urban Singles Chart | 25             |
| US Hot R&B/Hip-Hop Songs | 56             |
| US Hot Rap Tracks        | 21             |
| US Rhythmic Top 40       | 36             |